# Xyonysius adjunctor
Xyonysius adjunctor är en insektsart som först beskrevs av Barber 1947.  Xyonysius adjunctor ingår i släktet Xyonysius och familjen fröskinnbaggar. Inga underarter finns listade i Catalogue of Life.